# Yasser Shahin
Yasser Shahin (Adelaide, 24 september 1976) is een Australisch-Palestijns ondernemer en autocoureur. Hij is directeur van de Peregrine Corporation, een Australisch bedrijf dat meerdere andere bedrijven bezit, waaronder het circuit The Bend Motorsport Park.

## Carrière
Shahin begon zijn autosportcarrière in 2013 in de Australian Sports Racer Series, waarin hij in twee achtereenvolgende seizoenen zeventiende en vijftiende in de eindstand werd. In 2015 werd hij achttiende in de Radical Australia Cup en nam hij deel aan een aantal races van zowel de Super GT-klasse van de Supercar Challenge als het New South Wales Supersports Championship. In 2016 reed hij in twee races van de Radical Australia Cup en het Australische GT-kampioenschap en in een race van het Australische endurancekampioenschap. Ook in 2017 nam hij deel aan twee Australische GT-races.
In 2018 reed Shahin zijn eerste volledige autosportseizoen in de Audi R8 LMS Cup bij het team Melbourne Performance Centre. Hij behaalde zes podiumplaatsen in tien races en werd met 133 punten derde in de eindstand. Ook reed hij in drie races van de Radical Australia Cup. Hij behaalde twee overwinningen op het Phillip Island Grand Prix Circuit en nog een podiumplaats op The Bend. Tevens reed hij vijf races in het Australische GT-kampioenschap en debuteerde hij in de 12 uur van Bathurst.
In 2019 reed Shahin een tweede seizoen in de Audi R8 LMS Cup voor zijn eigen team. Hij won tweemaal op het Zhuhai International Circuit en het Sepang International Circuit en stond hiernaast nog drie keer op het podium. Met 143 punten werd hij kampioen in de GT3-klasse. Daarnaast reed hij enkele races in de Cue Enduro Super Series en de Australische GT. Tevens debuteerde hij in de 24 uur van Spa-Francorchamps en werd hier tiende in de Am-klasse. Aan het eind van het jaar reed hij drie races in de Gulf Radical Cup.
In 2020 stond Shahin ingeschreven voor de 12 uur van Bathurst, maar kwam hij hierin niet aan de start. In 2021 kwam hij uit in de GT World Challenge Australia, de opvolger van het Australische GT-kampioenschap. Voor zijn eigen team behaalde hij zes zeges in acht races en werd hij met 186 punten kampioen in de klasse. In 2022 bleef hij actief in het kampioenschap en won hij vijf van de tien races. Met 188 punten wist hij zijn titel met succes te prolongeren. Dat jaar nam hij ook deel aan twee races van de GT World Challenge Asia op Sepang, waarin hij zevende en zesde werd.
In 2023 begon Shahin het seizoen in de Asian Le Mans Series, waar hij samen met Oliver Jarvis en Garnet Patterson voor United Autosports in de LMP2-klasse reed. Hij behaalde een podiumplaats op het Yas Marina Circuit en werd met 38 punten zevende in het eindklassement. In de 12 uur van Bathurst werd hij samen met Ricardo Feller en Christopher Mies tweede in de Pro-Am-klasse. Vervolgens keerde hij terug in de GT World Challenge Australia, waarin hij voor EMA Motorsport uitkwam. Hij won vier races: twee op het stratencircuit van Adelaide en een op zowel de Wanneroo Raceway als op Phillip Island. Met 204 punten werd hij derde in het kampioenschap.
In 2024 won Shahin, samen met Harry King en Alessio Picariello, de Pro-Am-klasse van de 12 uur van Bathurst voor het team Manthey EMA. Voor hetzelfde team kwam hij dat jaar uit in de nieuwe LMGT3-klasse van het FIA World Endurance Championship. Hij deelde hier een Porsche 911 GT3 R (992) met Richard Lietz en Morris Schuring. In de derde race, de 6 uur van Spa-Francorchamps, behaalde hij zijn eerste overwinning in het kampioenschap.